# Jehan de Grise
Jehan de Grise was een Vlaams miniaturist die bekend is van een geïllustreerde Alexanderroman, die wordt bewaard in de Bodleian Library in Oxford als onderdeel van Ms. Bodl. 264, waarin ook twee in Engeland verluchte teksten uit ca. 1400 zijn opgenomen. Hij wordt genoemd in het colofon op folium 208, dat in vertaling luidt: "De verluchting van dit boek werd voltooid op 18 april door iehan de grise in het jaar 1344." Hij werkte samen aan dit handschrift met Pierart dou Tielt die omstreeks 1350 in Doornik actief was. Er is daarnaast nog een derde verluchter herkenbaar die aan dit handschrift meewerkte. Dou Tielt maakte de miniaturen van katern vier tot en met katern negen. De Grise verzorgde de randverluchting en de bas de page-scènes. Vanaf het tiende katern tot het zesentwintigste (het einde van het handschrift) is alle werk van de hand van Jehan de Grise en eventuele medewerkers die in zijn stijl werkten. De derde miniaturist werkte uitsluitend aan de eerste drie katernen.
Waar De Grise gevestigd was, Brugge of Doornik, is nog steeds het onderwerp van discussie. De naam De Grise of De Gryse was in die tijd in Brugge niet onbekend, maar er zijn geen concrete aanwijzingen.
Het werk van Jehan de Grise is gemakkelijk te herkennen. Hij schilderde figuren met kleine ronde hoofden en onnatuurlijk verkorte torso’s en gebruikte vaak zwaardere contourlijnen dan de andere verluchters. De witte gezichten werden met lichte tinten gehoogd.